# David Richards (automovilismo)
David Richards (3 de junio de 1952, Banbury, Oxfordshire) es el actual presidente de Prodrive y anteriormente jefe de equipo de Benetton Formula y copiloto de rally. Recibió la Orden del Imperio Británico en 2005.

## Trayectoria

### Copiloto
Compitió como copiloto de rally entre 1975 y 1981 en el Campeonato Mundial de Rally junto a los pilotos Tony Pond y Ari Vatanen. Con el finlandés Vatanen logró el Campeonato del Mundo en 1981 y cuatro victorias.

#### Resultados
| Año  | Piloto      | Automóvil           | 1       | 2       | 3       | 4     | 5       | 6       | 7     | 8     | 9     | 10    | Pos. | Puntos |
| ---- | ----------- | ------------------- | ------- | ------- | ------- | ----- | ------- | ------- | ----- | ----- | ----- | ----- | ---- | ------ |
| 1979 | Ari Vatanen | Ford Escort RS 1800 | MON 10  | SWE Ret | POR Ret |       | FIN 2   | CAN 3   | GBR 4 |       |       |       | 5.º  | 50     |
| 1979 | Ari Vatanen | Ford Escort RS 1800 | NZL 3   |         |         |       |         |         |       |       |       |       | 5.º  | 50     |
| 1980 | Ari Vatanen | Ford Escort RS 1800 | MON Ret |         |         |       |         |         |       |       |       |       | 4.º  | 50     |
| 1980 | Ari Vatanen | Ford Escort RS 1800 |         | POR Ret | GRC 1   | FIN 2 | ITA 2   | GBR Ret |       |       |       |       | 4.º  | 50     |
| 1981 | Ari Vatanen | Ford Escort RS 1800 | MON Ret | SWE 2   | POR Ret | GRC 1 | ARG Ret | BRA 1   | FIN 1 | ITA 7 | CIV 9 | GBR 2 | 1.º  | 96     |

### Fórmula 1
Fue nombrado jefe de equipo del Benetton Formula en 1997, tras la salida de Flavio Briatore, cargo que ostentó solamente un año. Hacia el año 2002 su empresa Prodrive fue contratada por el equipo British American Racing para que realizara el desarrollo del equipo que a pesar de invertir enormes cantidades de dinero jamás había podido luchar un campeonato.
Como primera medida Richards despidió al francés Olivier Panis  siendo su sustituto Jenson Button, luego de una primera temporada aceptable vuelve a darse un nuevo cambio de pilotos, el excampeón Jacques Villeneuve saldría de la estructura inglesa para darle lugar al japonés Takuma Satō quien se convertiría en el escudero de Button.
El 2004 fue el mejor año de Richards y de BAR-Honda en Fórmula 1, gracias a la excelente temporada de Button a quien solo la enorme superioridad de la F2004 de la Scuderia Ferrari le prohibió lograr una victoria en el campeonato. Finalmente Button terminaría tercero en el torneo solo por detrás de los pilotos de Maranello con BAR como subcampeón de constructores. Al finalizar la temporada Honda adquiriría un gran porcentaje del equipo y despediría a Richards de forma muy confusa reemplazándolo en la tarea de jefe de equipo por su asistente en Prodrive Nick Fry.

#### Resultados
(Clave) (negrita indica pole position) (cursiva indica vuelta rápida)

| Año  | Chasis        | Motor            | Neu. | N.º | Pilotos            | 1   | 2   | 3   | 4   | 5   | 6   | 7   | 8   | 9   | 10  | 11  | 12  | 13  | 14  | 15  | 16  | 17  | 18  | Puntos | Pos. |
| ---- | ------------- | ---------------- | ---- | --- | ------------------ | --- | --- | --- | --- | --- | --- | --- | --- | --- | --- | --- | --- | --- | --- | --- | --- | --- | --- | ------ | ---- |
| 1997 | Benetton B197 | Renault V10      | G    |     |                    | AUS | BRA | ARG | SMR | MON | ESP | CAN | FRA | GBR | GER | HUN | BEL | ITA | AUT | LUX | JPN | EUR |     | 67     | 3.º  |
| 1997 | Benetton B197 | Renault V10      | G    | 7   | Jean Alesi         | Ret | 6   | 7   | 5   | Ret | 3   | 2   | 5   | 2   | 6   | 11  | 8   | 2   | Ret | 2   | 5   | 13  |     | 67     | 3.º  |
| 1997 | Benetton B197 | Renault V10      | G    | 8   | Gerhard Berger     | 4   | 2   | 6   | Ret | 9   | 10  |     |     |     | 1   | 8   | 6   | 7   | 10  | 4   | 8   | 4   |     | 67     | 3.º  |
| 1997 | Benetton B197 | Renault V10      | G    | 8   | Alexander Wurz     |     |     |     |     |     |     | Ret | Ret | 3   |     |     |     |     |     |     |     |     |     | 67     | 3.º  |
| 2002 | BAR 004       | Honda RA002E V10 | B    |     |                    | AUS | MYS | BRA | SMR | ESP | AUT | MON | CAN | EUR | GBR | FRA | GER | HUN | BEL | ITA | USA | JPN |     | 7      | 8.º  |
| 2002 | BAR 004       | Honda RA002E V10 | B    | 11  | Jacques Villeneuve | Ret | 8   | 10  | 7   | 7   | 10  | Ret | Ret | 12  | 4   | Ret | Ret | Ret | 8   | 9   | 6   | Ret |     | 7      | 8.º  |
| 2002 | BAR 004       | Honda RA002E V10 | B    | 12  | Olivier Panis      | Ret | Ret | Ret | Ret | Ret | Ret | Ret | 8   | 9   | 5   | Ret | Ret | 12  | 12  | 6   | 12  | Ret |     | 7      | 8.º  |
| 2003 | BAR 005       | Honda RA003E V10 | B    |     |                    | AUS | MYS | BRA | SMR | ESP | AUT | MON | CAN | EUR | FRA | GBR | GER | HUN | ITA | USA | JPN |     |     | 26     | 5.º  |
| 2003 | BAR 005       | Honda RA003E V10 | B    | 16  | Jacques Villeneuve | 9   | DNS | 6   | Ret | Ret | 12  | Ret | Ret | Ret | 9   | 10  | 9   | Ret | 6   | Ret |     |     |     | 26     | 5.º  |
| 2003 | BAR 005       | Honda RA003E V10 | B    | 16  | Takuma Satō        |     |     |     |     |     |     |     |     |     |     |     |     |     |     |     | 6   |     |     | 26     | 5.º  |
| 2003 | BAR 005       | Honda RA003E V10 | B    | 17  | Jenson Button      | 10  | 7   | Ret | 8   | 9   | 4   | DNS | Ret | 7   | Ret | 8   | 8   | 10  | Ret | Ret | 4   |     |     | 26     | 5.º  |
| 2004 | BAR 006       | Honda RA004E V10 | M    |     |                    | AUS | MYS | BHR | SMR | ESP | MON | EUR | CAN | USA | FRA | GBR | GER | HUN | BEL | ITA | CHN | JPN | BRA | 119    | 2.º  |
| 2004 | BAR 006       | Honda RA004E V10 | M    | 9   | Jenson Button      | 6   | 3   | 3   | 2   | 8   | 2   | 3   | 3   | Ret | 5   | 4   | 2   | 5   | Ret | 3   | 2   | 3   | Ret | 119    | 2.º  |
| 2004 | BAR 006       | Honda RA004E V10 | M    | 10  | Takuma Satō        | 9   | 15  | 5   | 16  | 5   | Ret | Ret | Ret | 3   | Ret | 11  | 8   | 6   | Ret | 4   | 6   | 4   | 6   | 119    | 2.º  |